# 博克格雷溫克冰川

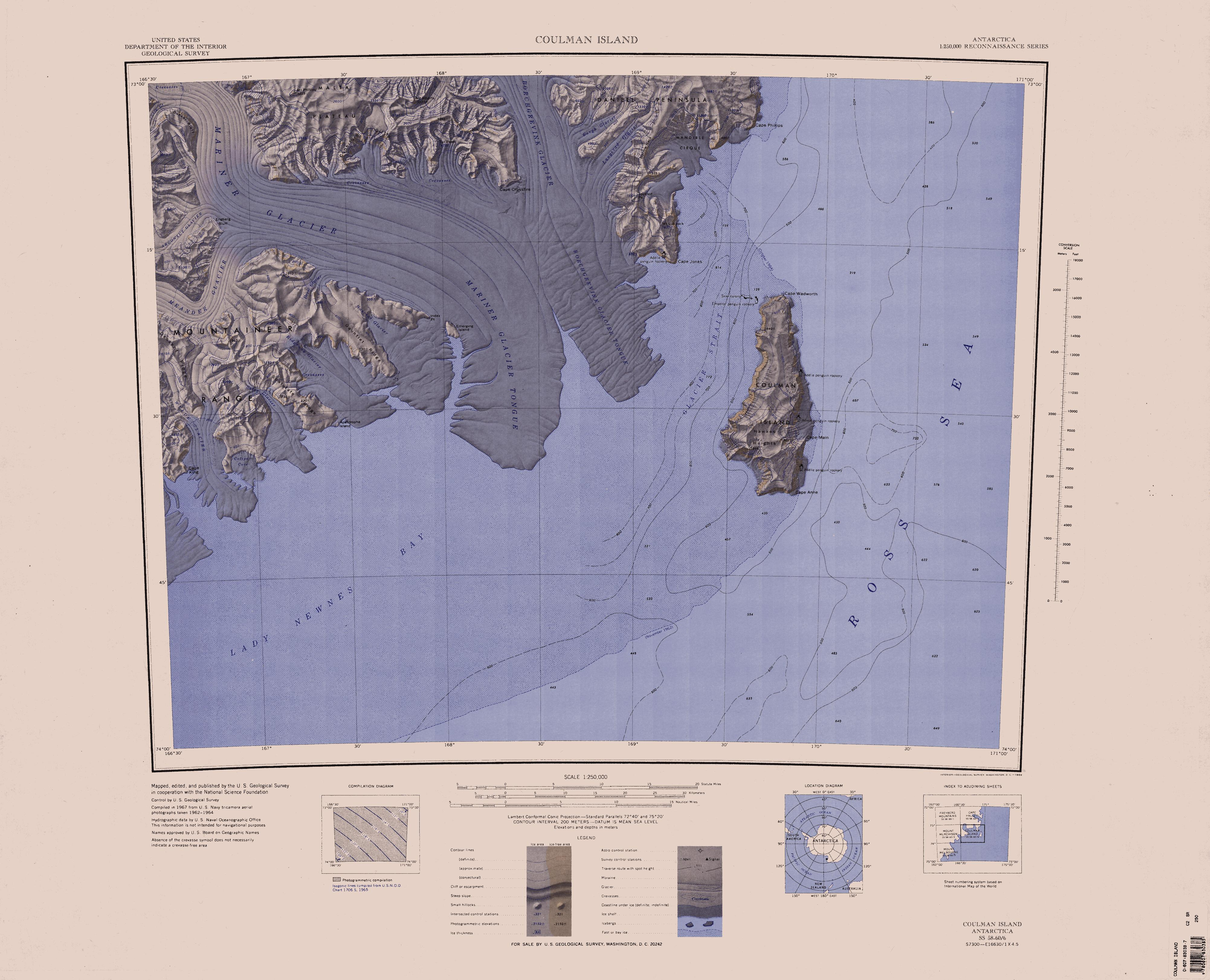

博克格雷溫克冰川（英語：Borchgrevink Glacier）是南極洲的冰川，位於維多利亞地的勝利山脈，流經馬爾塔高原和丹尼爾半島，最終注入羅斯海，該冰川以英國探險隊長命名。